# قلعه خوئین دیزج
قلعه خوئین دیزج مربوط به هزاره اول قبل از میلاد است و در شهرستان ورزقان، بخش مرکزی، دهستان ازومدل شمالی، ۲ کیلومتری غرب روستای خوئین دیزج واقع شده و این اثر در تاریخ ۲۷ اسفند ۱۳۸۷ با شمارهٔ ثبت ۲۶۴۲۹ به‌عنوان یکی از آثار ملی ایران به ثبت رسیده است.